# Amstel Gold Race 2021
Amstel Gold Race 2021 a fost cea de a 55-a ediție a cursei clasice de ciclism Amstel Gold Race, cursă de o zi. S-a desfășurat pe data de 18 aprilie 2021 și a făcut parte din calendarul UCI World Tour 2021. Distanța totală a cursei a fost de 221 de kilometri.

## Echipe participante
Întrucât Amstel Gold Race este un eveniment din cadrul Circuitului mondial UCI 2021, toate cele 19 echipe UCI au fost invitate automat și obligate să aibă o echipă în cursă. Șase echipe profesioniste continentale au primit wildcard.

### Echipe UCI World
| - AG2R Citroën Team - Astana-Premier Tech - Bora–Hansgrohe - Cofidis - Deceuninck–Quick-Step - EF Education-Nippo - Groupama–FDJ - Ineos Grenadiers - Intermarché-Wanty-Gobert Matériaux - Israel Start-Up Nation | - Lotto Soudal - Movistar Team - Team Bahrain Victorious - Team BikeExchange - Team DSM - Team Jumbo–Visma - Team Qhubeka Assos - Trek-Segafredo - UAE Team Emirates |  |

### Echipe continentale profesioniste UCI
| - Alpecin-Fenix - Arkéa-Samsic - Bingoal-WB | - Gazprom-RusVelo - Sport Vlaanderen-Baloise - Uno-X Pro Cycling Team |  |

## Rezultate
| Loc | Concurent             | Echipă                  | Timp       |
| --- | --------------------- | ----------------------- | ---------- |
| 1   | Wout van Aert         | Team Jumbo-Visma        | 5h 03' 27" |
| 2   | Tom Pidcock           | Ineos Grenadiers        | +0"        |
| 3   | Maximilian Schachmann | Bora-Hansgrohe          | +2"        |
| 4   | Michael Matthews      | Team BikeExchange       | +2"        |
| 5   | Alejandro Valverde    | Movistar Team           | +2"        |
| 6   | Julian Alaphilippe    | Deceuninck-Quick-Step   | +2"        |
| 7   | Kristian Sbaragli     | Alpecin-Fenix           | +2"        |
| 8   | Matej Mohorič         | Team Bahrain Victorious | +2"        |
| 9   | Michał Kwiatkowski    | Ineos Grenadiers        | +2"        |
| 10  | Tosh Van Der Sande    | Lotto Soudal            | +2"        |

## Legături externe
- Site web oficial